# Heinrich-Joachim von Morgen

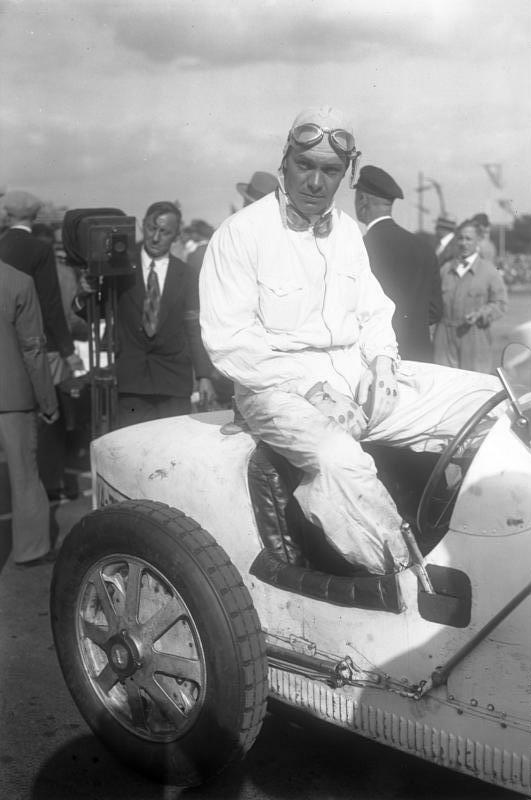
Heinrich-Joachim von Morgen 1928

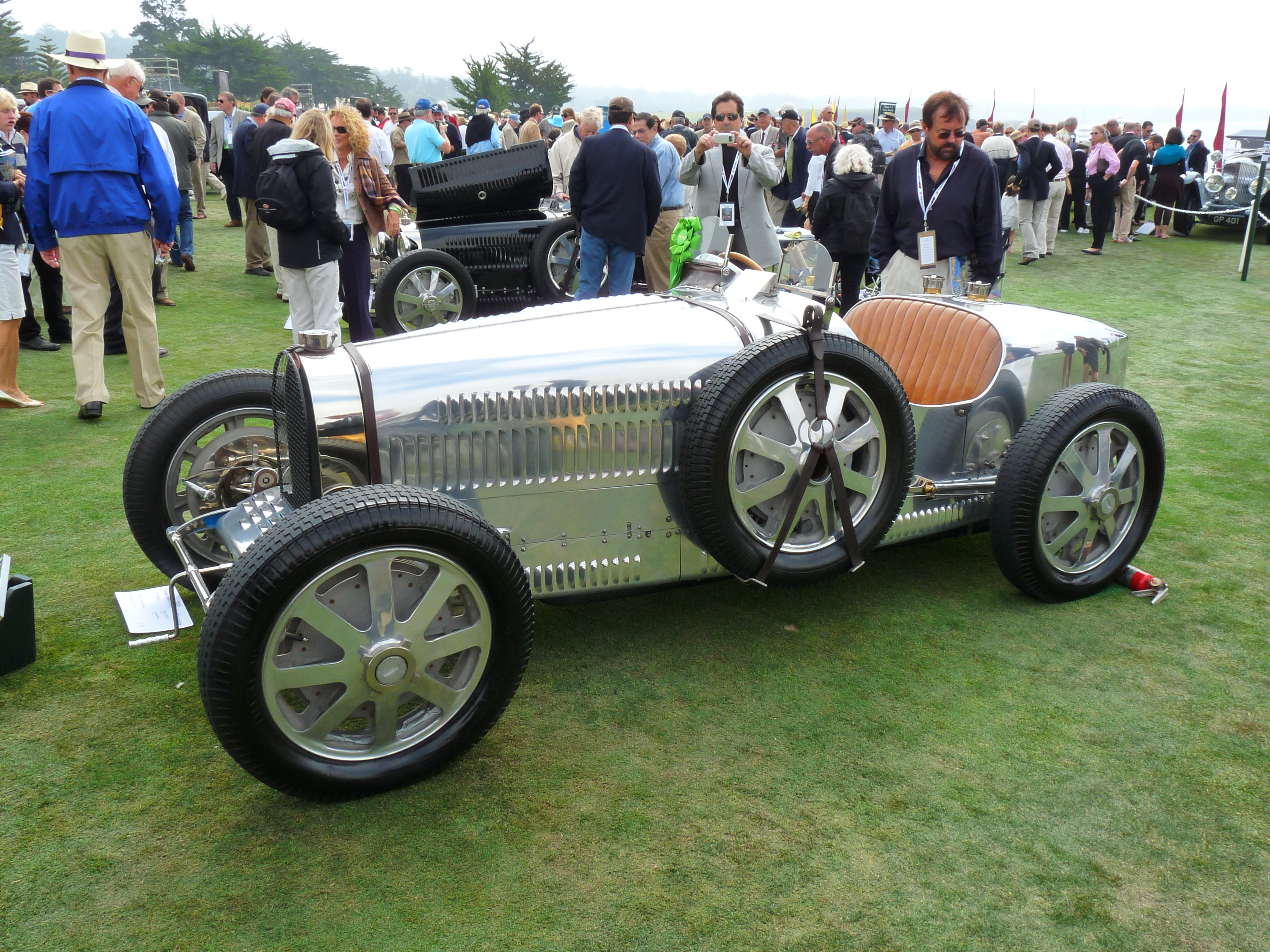
Ein Bugatti T51 ähnlich dem Unfallwagen.

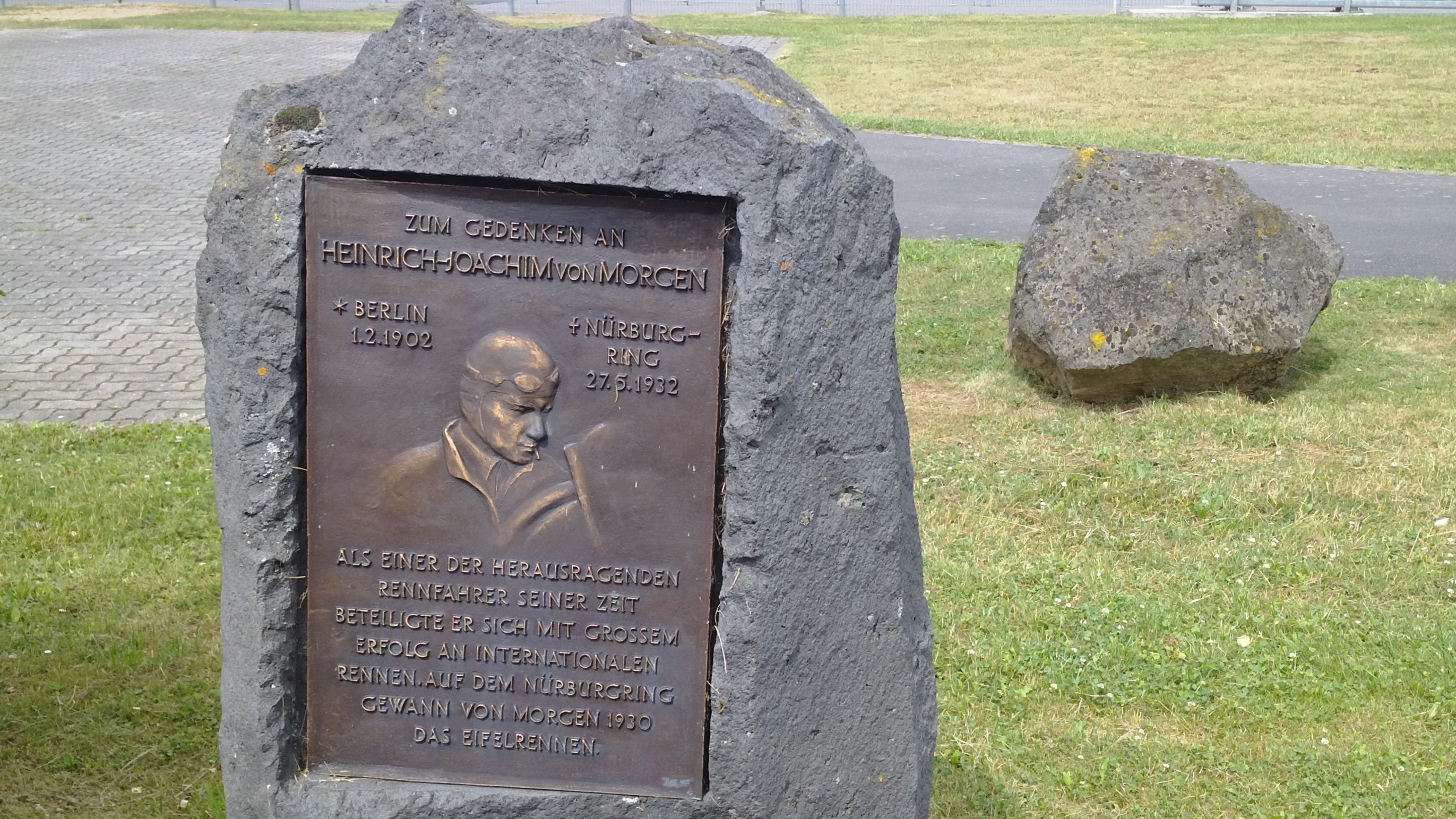
Gedenkstein für Heinrich-Joachim von Morgen auf dem Nürburgring

Heinrich-Joachim von Morgen (* 1. Februar 1902 in Berlin; † 27. Mai 1932 auf dem Nürburgring) war ein deutscher Automobilrennfahrer.

## Karriere
Heinrich-Joachim von Morgen war Sohn des Offiziers, Generals der Infanterie und Forschungsreisenden Curt von Morgen (1858–1928) und dessen Ehefrau Else Guthmann (1870–1910). Er startete als wohlhabender Herrenfahrer und war bei den Motorsport-Anhängern auch unter den Spitznamen „Buba“ und „Mungo“ bekannt; sein Talent wurde zu seiner Zeit in einem Atemzug mit dem von Rudolf Caracciola oder Manfred von Brauchitsch genannt.
Sein Debüt in der Vorkriegs-Grand-Prix-Szene gab von Morgen 1927 als Privatfahrer auf Amilcar beim auf dem neu errichteten Nürburgring erstmals ausgetragenen Eifelrennen. Bis 1929 startete er auf Amilcar. 1930 erwarb von Morgen einen Bugatti T35B, mit dem er nationale und internationale Straßen- und Bergrennen bestritt. In den folgenden Jahren bildete er mit seinen Landsmännern und Bugatti-Privatfahrern Ernst Günther Burggaller und Hermann zu Leiningen eine Renngemeinschaft.
Seine größten Erfolge feierte Heinrich-Joachim von Morgen 1930. Er gewann das Eifelrennen auf dem Nürburgring und zusammen mit zu Leiningen auf dessen T35C den Masaryk-Grand-Prix in Brünn. Beim Grand Prix de Lyon wurde er Zweiter hinter dem Bugatti-Werksfahrer Louis Chiron und beim Gran Premio di Roma hinter Luigi Arcangeli (Maserati) und Guy Bouriat / Louis Chiron Dritter. 1931 belegte von Morgen hinter Mercedes-Werksfahrer Rudolf Caracciola beim Eifelrennen sowie beim AVUS-Rennen in Berlin Rang zwei.
Außerdem gewann er 1931 die Bergrennen auf der Eibsee-Bergstraße (Garmisch), in Lückendorf (Zittau), Baden-Baden, Sudeten (Ober Schreiberhau), sowie das Gaisbergrennen in Österreich und Ploskovice–Horní Řepčice (Litoměřice) in der Tschechoslowakei (alles auf Bugatti T35B).
Anfang 1932 pilotierte Heinrich-Joachim von Morgen beim Großen Preis von Tunesien einen Bugatti T54 und fiel damit aus. Danach startete er auf einem T51, den er vom italienischen Spitzenfahrer Achille Varzi erworben hatte.
Von Morgen verunglückte am 27. Mai 1932 unter ungeklärten Umständen auf dem Nürburgring im Training zum VI Internationalen ADAC Eifelrennen mit seinem Bugatti T51 im Streckenabschnitt Hatzenbach tödlich. Ein nachfolgender Fahrer berichtete von einem plötzlichen Überschlag, der dem etwa 1,80 Meter großen Piloten keinerlei Überlebenschance ließ. Von Morgen wurde 30 Jahre alt und hinterließ seine schwangere Frau Elfriede „Elfi“ Nieders, die nach mehreren Knieoperationen morphiumabhängig war. In Folge des Unfalls versuchte sie Selbstmord zu begehen und war nicht in der Lage, ihrem Mann das letzte Geleit zu geben. Der im Januar 1933 geborene Sohn der beiden erhielt den Namen Heinrich-Joachim junior. Hermann zu Leiningen und Manfred von Brauchitsch wurden seine Taufpaten.
Heinrich-Joachim von Morgen wurde auf dem Friedhof Wannsee, Lindenstraße in Berlin beigesetzt. Der Unglückswagen (Fahrgestellnummer 51139) kaufte Egon Brütsch, der Ende der 1940er-Jahre seinen EBS-Monoposto daraus aufbaute.

## Vorkriegs-Grand-Prix-Ergebnisse
| Saison | Team                | Wagen       | 1   | 2 | 3 | Punkte | Position |
| ------ | ------------------- | ----------- | --- | - | - | ------ | -------- |
| 1932   | German Bugatti Team | Bugatti T49 |     |   |   | —      | —        |
| 1932   | German Bugatti Team | Bugatti T49 | DNA |   |   | —      | —        |

| Legende  | Legende                                                                   | Legende                                                                   | Legende   |
| Farbe    | Bedeutung                                                                 | Bedeutung                                                                 | EM-Punkte |
| -------- | ------------------------------------------------------------------------- | ------------------------------------------------------------------------- | --------- |
| Gold     | Sieg                                                                      | Sieg                                                                      | 1         |
| Silber   | 2. Platz                                                                  | 2. Platz                                                                  | 2         |
| Bronze   | 3. Platz                                                                  | 3. Platz                                                                  | 3         |
| Grün     | Klassifiziert, mehr als 75% der Renndistanz zurückgelegt                  | Klassifiziert, mehr als 75% der Renndistanz zurückgelegt                  | 4         |
| Blau     | nicht punkteberechtigt, zwischen 50% und 75% der Renndistanz zurückgelegt | nicht punkteberechtigt, zwischen 50% und 75% der Renndistanz zurückgelegt | 5         |
| Violett  | nicht punkteberechtigt, zwischen 25% und 50% der Renndistanz zurückgelegt | nicht punkteberechtigt, zwischen 25% und 50% der Renndistanz zurückgelegt | 6         |
| Rot      | nicht punkteberechtigt, weniger als 25% der Renndistanz zurückgelegt      | nicht punkteberechtigt, weniger als 25% der Renndistanz zurückgelegt      | 7         |
| Farbe    | Abkürzung                                                                 | Bedeutung                                                                 | EM-Punkte |
| Schwarz  | DSQ                                                                       | disqualifiziert (disqualified)                                            | 8         |
| Weiß     | DNS                                                                       | nicht gestartet (did not start)                                           | 8         |
| Weiß     | DNA                                                                       | nicht erschienen (did not arrive)                                         | 8         |
| sonstige | P/fett                                                                    | Pole-Position                                                             | 8         |
| sonstige | SR/kursiv                                                                 | Schnellste Rennrunde                                                      | 8         |
| sonstige | DNF                                                                       | Rennen nicht beendet (did not finish)                                     | 8         |

## Verweise